# Tim Owens
Tim «Ripper» Owens (Timothy S. Owens, 13 de septiembre de 1967 en Akron, Ohio) es un cantante estadounidense de heavy metal, más conocido por haber pertenecido a las agrupaciones Judas Priest, Iced Earth e Yngwie Malmsteen. Ha participado en otros proyectos como Cathalepsy, KK's Priest, Beyond Fear y Charred Walls of the Damned.

## Carrera

### Décadas de 1990 y 2000
Antes de unirse a Judas Priest en 1996, Owens era el vocalista de la agrupación Winter's Bane, con la que grabó el álbum Heart of a Killer en 1993. También fue vocalista de una banda tributo a Judas Priest llamada British Steel.
Owens pasó de ser fanático de Judas Priest a ser su vocalista, reemplazando a Rob Halford. Con esta banda grabó dos álbumes de estudio (Jugulator en 1997 y Demolition en 2001) y dos en directo ('98 Live Meltdown en 1998 y Live in London en 2002).
En 2003, Rob Halford retornó a Judas Priest y Owens debió abandonar la banda. Ese mismo año reemplazó a Matt Barlow como cantante de la agrupación Iced Earth. El primer disco del grupo con Owens, The Glorious Burden, salió al mercado en 2004. Su segundo álbum de estudio en esta banda fue Framing Armageddon, de 2007. Owens además inició un proyecto paralelo a Iced Earth, llamado Beyond Fear.
A finales de 2007 se confirmó el regreso del vocalista Matt Barlow a Iced Earth, lo cual significó la salida de Owens de la banda. En febrero de 2008, el guitarrista sueco Yngwie Malmsteen anunció que Owens sería el nuevo cantante de su banda.
En 2009 publicó su primer disco solista, denominado Play My Game, en el que contó con la colaboración de varios reputados músicos de la escena mundial del metal. Ese mismo año creó la superbanda Charred Walls of the Damned junto a Richard Christy, antiguo baterista de Iced Earth y Death. La agrupación fue conformada por Christy en batería, Owens en voces, Steve DiGiorgio en el bajo y Jason Suecof como guitarrista. Lanzaron su disco debut el 2 de febrero de 2010 a través de Metal Blade Records.
Owens también conformó una banda de covers de clásicos del metal, denominada Hail!, junto a músicos como Andreas Kisser, Paul Bostaph, David Ellefson, Mike Portnoy, Jimmy DeGrasso, James LoMenzo y Roy Mayorga. Con esta agrupación ha realizado diversas giras por Europa y Sudamérica.

### Década de 2010 y actualidad

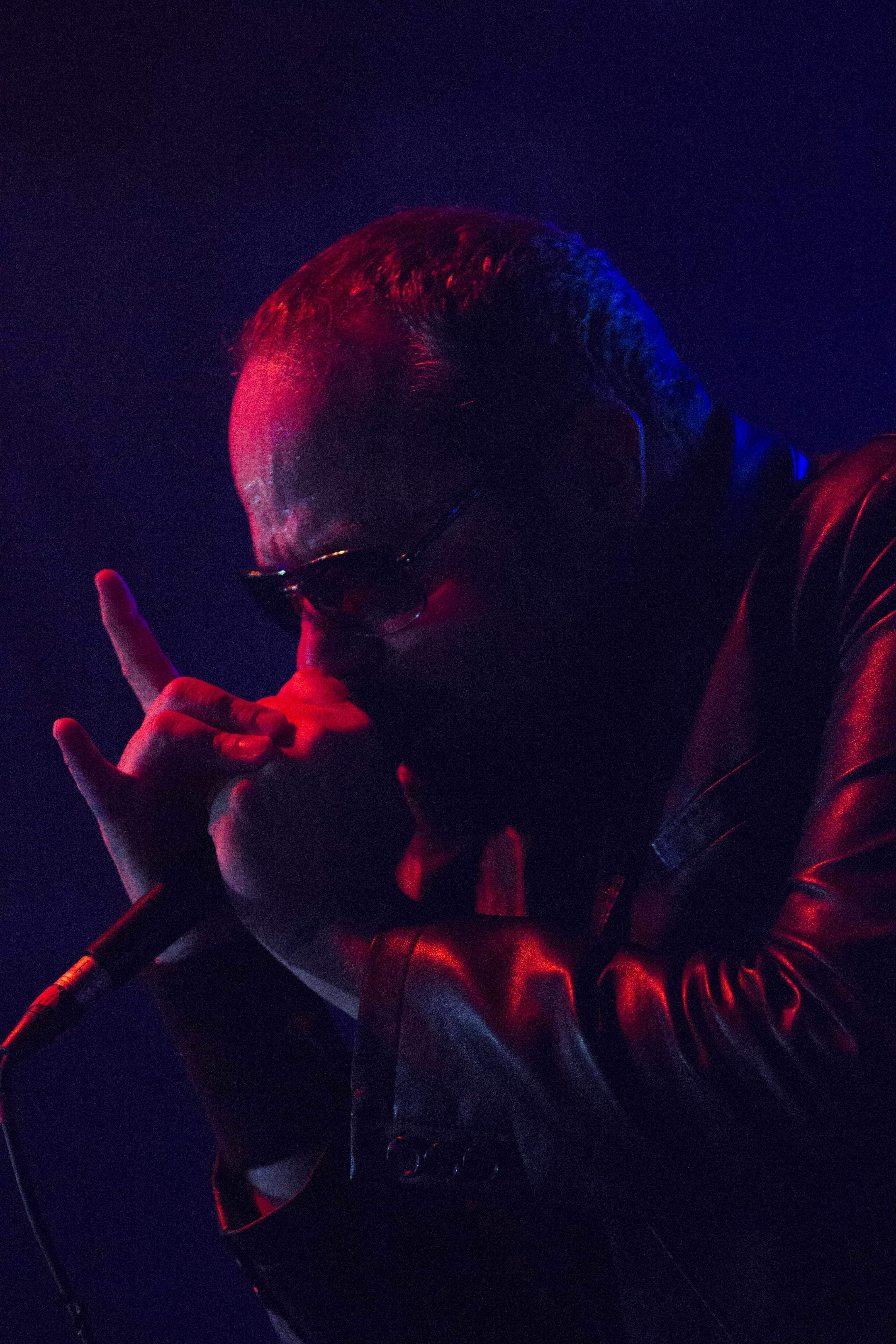
Tim Ripper Owens - Santiago, Chile, 9 de mayo de 2017

En 2011 formó la banda Dio Disciples, junto a exmiembros de Dio, como una forma de homenajear al fallecido cantante Ronnie James Dio. En diciembre de 2012 realizó, junto a la productora argentina Pisando Cables, una gira latinoamericano titulada Latinamerican Tour 2012, donde recorrió gran parte de Brasil, Chile y Argentina, registrando en este último país imágenes para un DVD.
En 2013 apareció como invitado de la banda argentina Helker para cantar junto a Ralf Scheepers la canción «Begging For Forgiveness» del disco Somwhere in the Circle.
En septiembre de 2014 estrenó un DVD titulado Tim Ripper Owens, Latinamerican Tour 2012, Live At The Roxy, Argentina, realizado por la productora audiovisual argentina Heresy Videoclips y producido por Pisando Cables.
A comienzos del año 2020, Owens fue invitado por el guitarrista K.K. Downing para integrar una nueva agrupación llamada KK's Priest.

## Discografía

### Judas Priest
- Jugulator (1997)
- Live Meltdown (1998, en vivo)
- Demolition (2001)
- Live In London (2002, álbum en vivo y DVD)

### Winter's Bane
- Heart of a Killer (1993)

### Iced Earth
- The Reckoning (2003)
- The Glorious Burden (2004)
- Overture of the Wicked (2007)
- Framing Armageddon (Something Wicked Part 1) (2007)

### Beyond Fear
- Beyond Fear (2006)

### Yngwie Malmsteen
- Perpetual Flame (2008)
- High Impact (2009)
- Relentless (2010)

### KK's Priest
- Sermons Of The Sinner (2021)
- The Sinner Rides Again (2023)

### Como solista
- Play My Game (2009)
- Latinamerican Tour 2012, Live At The Roxy, Argentina (2014 - DVD)

### Como músico invitado
- Renegade Angel - Damnation (2021) "Damnation"
- Pyramid - Validity (2021)
- My Own Maker - The Save Word (2021)
- Barry Kuzay - The Movers of the World (2021) "Wyatt's Torch"
- Offensive - Awenasa (2021) - "Blind Ambition"
- Leviathan Project - Sound of Galaxies (2021)
- Engineered Society Project - Digital Soldiers (2021)
- Thousand Oxen Fury - Victory March (2020) - "Sink This Ship, Save My Soul"
- Tournique - Gethsemane, (single, 2020)
- Alogia (band) - Semendria (2020) - "Eternal Fight"
- Jano Baghoumian - "The End of Prance" (symphonic poem album, 2018)
- Tourniquet - Gazing at Medusa (album, 2018)
- Europica - Part One (2017) "The Patriot" y "Unsounded Crosses"
- "Trigger Pig - Sands of Time (Single, 2017)
- Domination - Beneath The Silence (2016) "Beneath the silence"
- Metal Allegiance - Metal Allegiance (2016) "We Rock"
- SoulSpell - We Got the Right (Helloween 30 Years Tribute) (2015)
- Carthagods - Carthagods (2015) - "My Favourite Disguise"
- Operation: Mindcrime - Resurrection (2015) "Taking on the World"
- Trick or Treat - Rabbits' Hill Pt. 2 - "They Must Die" (2015)"
- Marius Danielsen - The Legend of Valley Doom Part 1 (2014)
- Maegi - Skies Fall (2013)
- SoulSpell - Hollow's Gathering (2012)
- T&N - Slave to the Empire (2012) - "Kiss of Death"
- Memorain - Evolution (2011)
- Ralf Scheepers - Scheepers (2011) "Remission of Sin"
- Desdemon - Through the Gates (2011) "The Burning Martyr"
- Infinita Symphonia - A Mind's Chronicle (2011)
- Wolfpakk - Wolfpakk (2011) - "Wolfony"
- Absolute Power - Absolute Power (2011)
- Avantasia - The Wicked Symphony (2010)
- The Claymore - Damnation Reigns (2010) - "Behind Enemy Lines"
- We Wish You a Metal Xmas and a Headbanging New Year - laulu: "Santa Claus Is Back in Town" (Elvis Presley)
- Ellefson, Bittner, Grigsby & Owens - Leave It Alone (en memoria de Dimebag Darrell, iTunes release) (2008)
- Roadrunner United - The Concert (DVD, live, 2008) - "Curse of the Pharaohs" (Mercyful Fate), "Abigail" (King Diamond) y"Allison Hell" (Annihilator)
- Soulbender - Demo (2008)
- Spawn - Round 2 (production, 1998)
- BLOODHUNTER - Never Let It Rest - "Knowledge Was The Price" (2022)
- Cathalepsy - We Are The Warriors - Blood And Steel (2023)